# Friedrich-Wilhelm-Gymnasium (Köln)
Das Friedrich-Wilhelm-Gymnasium ist ein 1825 gegründetes humanistisches Gymnasium in Köln

## Geschichte
Nach dem 1450 kirchlich gegründeten Dreikönigsgymnasium wurde die damalige städtische höhere Bürgerschule in Gebäuden des aufgehobenen Karmeliterklosters in der Severinstraße durch ein Ministerial-Rescript der preußischen Regierung vom 28. September 1825 zu einem „vollständigen“ Gymnasium erhoben. Es erhielt zunächst den Namen Karmeliter-Gymnasium. Diese Lehranstalt war den Kölnern versprochen worden, nachdem die Entscheidung über die Universität zugunsten Bonns gefallen war.
Eine Kölner Stadtgeschichte aus dem Jahre 1916 belegt, dass die Gründung als Umsetzung preußischer Ideale durch protestantische Lehrer verstanden wurde: „Französische Seichtigkeit und mittelalterliche Finsternis sollten dem preußischen Bildungsideal weichen“. 1829 wurde die Schule in Evangelisches Gymnasium umbenannt. Die Beschränkung auf evangelische Schüler bedeutete, so die Stadtgeschichte „die Leere des neuen protestantischen Gymnasiums, denn die wohlhabenderen Protestanten ließen doch so rasch wie möglich ihre Söhne Kaufleute werden, und eine Überfüllung des katholischen, denn nur die Katholiken ließen die ihren, um Kleriker zu werden, zahlreich studieren.“

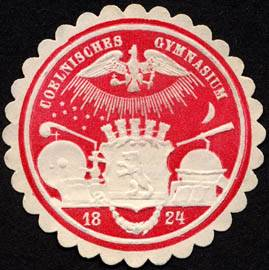
Siegelmarke des Cölnischen Gymnasiums mit Berliner Bär und Jahr der Wiedergründung

Am 19. Oktober 1830 bekam die Schule schließlich den Titel Königliches Friedrich-Wilhelm-Gymnasium, nach dem damaligen preußischen König Friedrich Wilhelm III. Grundlage war das neuhumanistische Bildungskonzept Wilhelm von Humboldts. Aufgenommen wurden Schüler aller Konfessionen, die Prägung wurde eher protestantisch, noch in den ersten Jahren überwog die Zahl katholischer Schüler. Insgesamt meldeten sich im Laufe des Ersten Weltkrieges 51 Schüler des Gymnasiums als Kriegsfreiwillige. Dabei war der Obersekundaner Heinrich Würtz der erste Tote, den die Schule zu beklagen hatte – er fiel in der Schlacht von Langemarck.
1939 hob die preußische Provinzialregierung das evangelische Gymnasium und weitere Schulen mit der Begründung auf, es gäbe zu viele Gymnasien in Köln. Während des Zweiten Weltkriegs wurde 1943 das historische Schulgebäude in der Kölner Innenstadt zerstört. Nach dem Krieg wurden drei aufgehobene und zerstörte Gymnasien wiedererrichtet, zuerst gemeinsam und unter dem Namen Staatliches Apostelgymnasium, vereinigt mit dem ehemaligen Friedrich Wilhelm-Gymnasium und dem ehemaligen Schillergymnasium.
Als Notunterkunft konnte das FWG bereits unmittelbar nach Kriegsende Räume in einem beschädigten Mietshaus in der Mozartstraße 15 nutzen (des späteren Jeremiahauses), das die evangelische Kirchengemeinde Köln wenige Jahre zuvor als Wohnung für Pfarrer erworben hatte. In den 1950er Jahren erfolgte ein moderner Neubau an der Severinstraße 241, der 1957 bezogen wurde und als typischer Vertreter der 1950er-Jahre-Architektur inzwischen unter Denkmalschutz steht.
Seit 1972 werden Mädchen aufgenommen. Das FWG war eines der ersten Gymnasien in Köln, die das Kurssystem der Reformierte Oberstufe einführten, womit dort die rein altsprachliche Tradition endete. Seit 1998 lernen die Schüler ab der 1. Klasse gleichzeitig Latein und Englisch, und seit 2007 können sie zusätzlich auch das International Baccalaureate erwerben.
Am 3. März 2009 stürzte das gegenüberliegende Historische Archiv der Stadt Köln aufgrund von Ausschachtungsarbeiten im Rahmen des U-Bahn-Baus ein. Die Schule musste vollständig evakuiert werden. Anschließend wurden auch erhebliche Risse und Absenkungen an Teilen der Schulgebäude festgestellt. Das Gebäude wurde in drei Jahren für etwa 26 Millionen Euro generalsaniert. Der Schulbetrieb fand bis Juli 2012 im Gebäude der Volkshochschule am Neumarkt statt. Ende August 2012 zog die Schule wieder in ihr angestammtes Gebäude zurück. Im Oktober 2013 wurden weitere Sanierungs- und Erweiterungsbauarbeiten abgeschlossen.

## Bekannte Lehrer

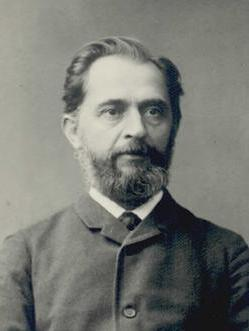
Gottlieb Leuchtenberger

- Karl Friedrich August Grashof (1770–1841), evangelischer Theologe, Philologe, preuss. Konsistorialrat, 1820–1841 Schulleiter des FWG[10]
- Karl Georg Jacob (1796–1849), Philologe und Historiker
- Gustav Pfarrius (1800–1884), „Sänger des Nahetals“
- Heinrich Knebel (1801–1859), Philologe und Schulleiter
- Eduard Heis (1806–1877), Mathematiker und Astronom
- Franz Weinkauff (1823–1892), Lehrer und Schriftsteller
- Oskar Jäger (1830–1910), Geschichtslehrer und Schulleiter
- Gottlieb Leuchtenberger (1839–1914), Pädagoge und Schulleiter
- Albert Lauscher (1872–1944), katholischer Priester und Theologe
- Theodor Litt (1880–1962), Kultur- und Sozialphilosoph
- Wilhelm Schneider (1885–1979), Germanist und Linguist
- Dietmar Korzeniewski (1933–1979), Klassischer Philologe und Historiker

## Bekannte Schüler

### Bis 1900

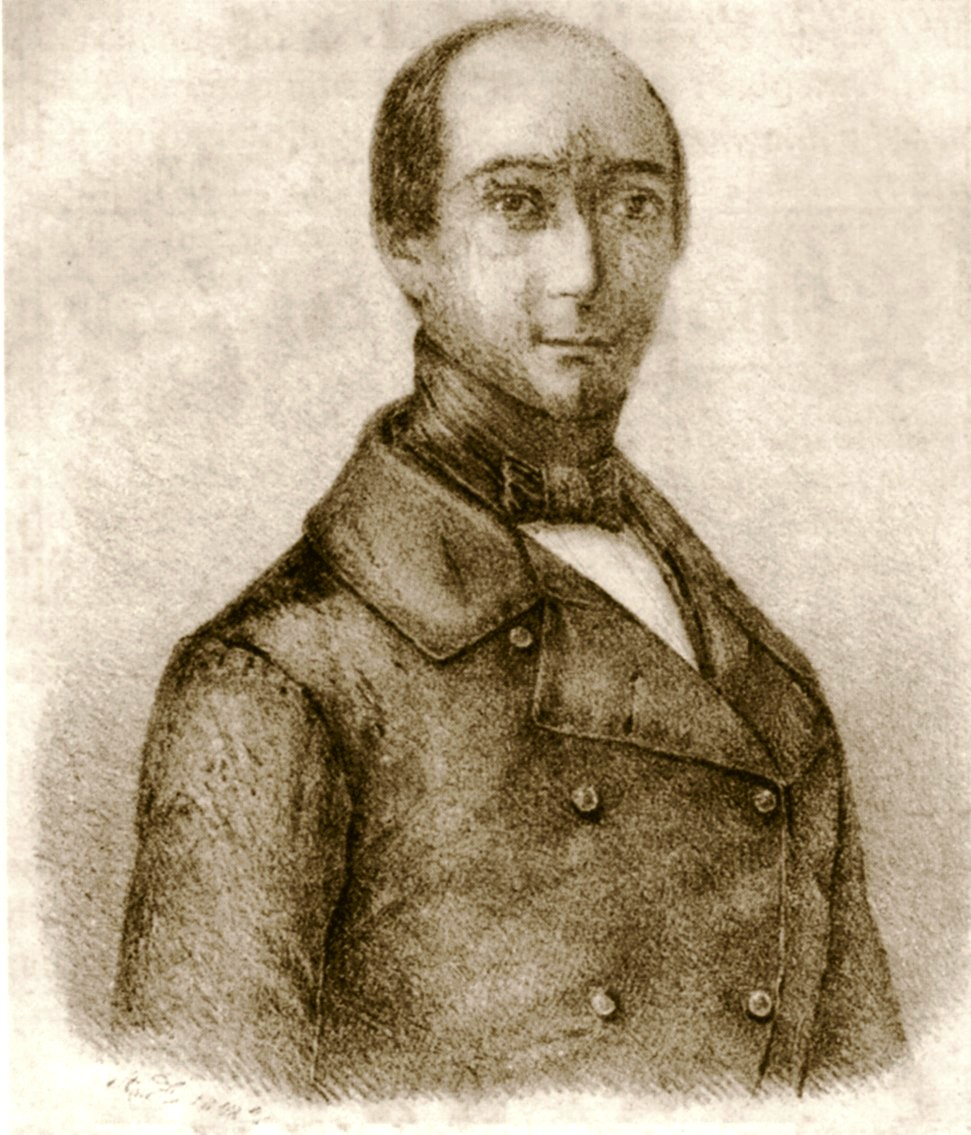
Andreas Gottschalk

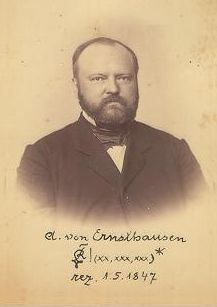
Adolf Ernst von Ernsthausen

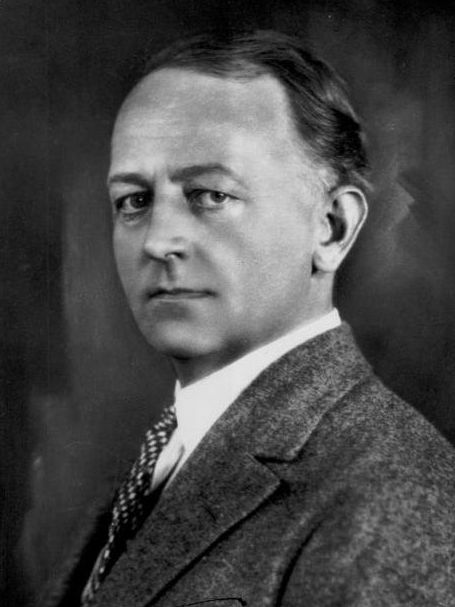
Otto Gebühr

- Ludwig Wihl (1807–1882), Altphilologe, Orientalist, Literat und Publizist
- Heinrich Heimsoeth (1811–1887), Präsident des Rheinischen Appellations-Gerichtshofs
- Ferdinand Wolff (1812–1905), Journalist, Redakteur der Neuen Rheinischen Zeitung
- Friedrich Heimsoeth (1814–1877), Professor der Eloquenz in Bonn
- Andreas Gottschalk (1815–1849), Armenarzt in Köln, Pionier der Arbeiterbewegung
- Louis de Leuw (1819–1858), Arzt
- Adolf Ernst von Ernsthausen (1827–1894), Beamter und Politiker
- Elwin Bruno Christoffel (1829–1900), Mathematiker
- Friedrich Leopold Devens (1831–1894), 1868–1875 Kölner Polizeipräsident
- Eduard von Oppenheim (1831–1909), Bankier
- August Philipp Ottokar Meyer (1835–1904), Arzt und Klinikdirektor
- Wilhelm Lexis (1837–1914), Mathematiker, Statistiker und Nationalökonom
- Johannes Fastenrath (1839–1908), Schriftsteller
- Anton Fischer (1840–1912), Erzbischof von Köln und Kardinal
- Emil Hartwich (1843–1886), Jurist und Sportpädagoge
- Emil Baehrens (1848–1888), klassischer Philologe.
- Eduard Moll (1849–1933), Philologe, Gymnasialdirektor
- Anton Opfergelt (1850–1915), Politiker und Jurist
- Peter Stern (1852–1929), Bürgermeister von Viersen
- Fritz Schroeder (1853–1931), Turn- und Sportpädagoge
- Louis Hagen (1855–1932), Bankier
- Jakob Odenthal (1858–1921), Pfarrer
- Richard Grüneberg (1862–1926), Chemiker und Industrieller
- Wilhelm Schneider-Clauß (1862–1949), Mundartdichter und Präsident der Kölsche Funke ruut-wieß
- Bruno Eichhorn (1864–1926), preußischer Verwaltungsjurist und Landrat
- Otto Everling (1864–1945), deutscher Reichstagsabgeordneter
- Josef Feinhals (1867–1947), Unternehmer, Kunstmäzen und Sammler
- Gustav von Stein (1872–1952), preußischer Jurist und Landrat
- Rudolf Arthur Peltzer (1873–1955), Kunsthistoriker
- Berthold Laufer (1874–1934), Anthropologe
- Rudolf Breitscheid (1874–1944), sozialdemokratischer Politiker
- Otto Gebühr (1877–1954), Schauspieler
- Franz Xaver Münch (1883–1940), römisch-katholischer Geistlicher, päpstlicher Hausprälat
- Klaus Thormaehlen (1892–1981), Ingenieur, Winzer und der Erfinder der Mulchmähsichel
- Paul Gülker (1892–1979), Versicherungsmanager, Generaldirektor der Colonia Kölnische Versicherungs-AG
- Robert Servatius (1894–1983), Strafverteidiger in den Nürnberger Prozessen und beim Eichmann-Prozess
- Hans Encke (1896–1976), evangelischer Geistlicher
- Heinrich Held (1897–1957), Pfarrer; Präses der Evangelischen Kirche im Rheinland

### Ab 1901
- Herbert Meyer (1908–1992), Bibliothekar und Museumsdirektor
- Karl-Eduard von Schnitzler (1918–2001), Chefkommentator des DDR-Fernsehens, Moderator der Propagandasendung Der schwarze Kanal
- Philipp W. Fabry (* 1927), Altphilologe und Historiker
- Kurt Mueller-Vollmer (1928–2019), Professor of German Studies and Humanities, Emeritus, Stanford University[11]
- Franz-Wilhelm Heimer (* 1930), emeritierter Professor für Soziologie und Afrikastudien des ISCTE – Lisbon University Institute
- Karl Kießwetter (1930–2019), Professor für Erziehungswissenschaft unter besonderer Berücksichtigung der Mathematik der Universität Hamburg, Erfinder der Kiesswetter-Funktion, Gründer des Vereins „William-Stern-Gesellschaft für Begabungsforschung und Begabtenförderung e. V.“[12][13]
- Heribert Hellenbroich (1937–2014), Jurist, Präsident des Bundesnachrichtendienstes a. D.
- Dieter Hagedorn (1938–2023), Klassischer Philologe und Papyrologe, Professor für Papyrologie und Direktor des Instituts für Papyrologie an der Ruprecht-Karls-Universität Heidelberg
- Jürgen Koebke (1945–2012), Anatom und Hochschullehrer der Universität zu Köln
- Hans Brügelmann (* 1946), Professor für Erziehungswissenschaft an den Universitäten Bremen und Siegen
- Robert Hübner (1948–2025), deutscher Schachgroßmeister
- Gereon Sievernich (* 1948), Ethnologe, Kulturmanager und Honorarprofessor an der Goethe-Universität Frankfurt/Main, Direktor des Martin-Gropius-Baus in Berlin[14]
- Hermann-Josef Emons (1950–2023), Kölner Verleger[15]
- Günter Bannas (* 1952), Journalist
- Dieter C. Schütz (* 1953), Kunst- und Kulturwissenschaftler, Hochschulleiter in Köln und Berlin
- Dirk Baecker (* 1955), Soziologe und Hochschullehrer
- Helmut Heinen (* 1955), Verleger der Kölnischen Rundschau
- Peter Hirsch (* 1956)[16], Dirigent
- Achim Preiß (* 1956), Kunsthistoriker und Professor für Architekturgeschichte in Weimar
- Christoph Augsten (* 1961), Eishockey-Bundesligaspieler bei den Kölner Haien, Deutscher Meister 1984, 1986 u. 1987[17]
- Anselm Jappe (* 1962), Philosoph und Hochschullehrer an der Accademia di Belle Arti in Frosinone/Italien
- Eva Meyer-Hermann (* 1962), Kunsthistorikerin und Ausstellungskuratorin, Direktorin der Kunsthalle Nürnberg
- Henrike Spätgens, geb. Hansmeyer (* 1962), Torfrau der Hockey-Nationalmannschaft der BRD, Europameisterin Hallenhockey 1985[18], Vizeweltmeisterin Feldhockey 1986[19], Deutsche Meisterin Hallenhockey 1985, Deutsche Meisterin Feldhockey 1986 u. 1987[20]
- Marcus Trier (* 1962), deutscher Frühgeschichtler und seit 2012 Direktor des Römisch-Germanischen Museums
- Stephan Detjen (* 1965), Chefredakteur des Deutschlandfunks in Köln
- Manuel Andrack (* 1965), Redakteur und Buchautor
- Daniel Fulda (* 1966), Professor für Literaturwissenschaft in Halle/Saale
- Marc Samwer (* 1970), Internetunternehmer
- Oliver Samwer (* 1972), Internetunternehmer
- Alexander Samwer (* 1975), Internetunternehmer
- Matthias Bäcker (* 1975), Hochschullehrer am Karlsruher Institut für Technologie[21]
- Fabian Erlinghäuser (* 1976), Regisseur und Animator
- Felix Dietlein (* 1990), Mathematiker und Arzt